# واکنش آلکالی–سیلیکا

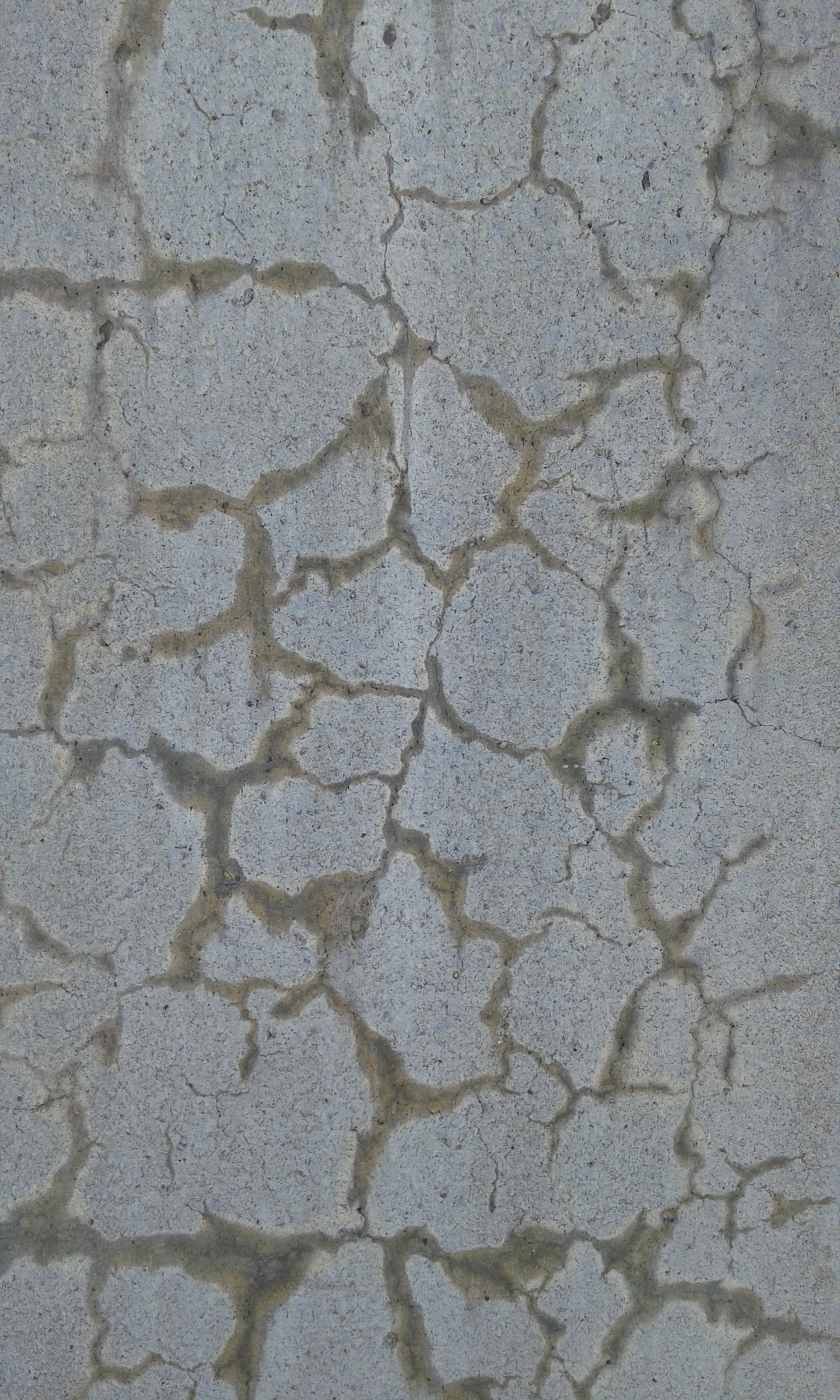
بتن با ترک‌های حاصل از واکنش آلکالی-سیلیکا (ASR)

واکنش آلکالی-سیلیکا (انگلیسی: Alkali–silica reaction) یا ASR واکنشی است که در طول زمان بین سیمان دارای آلکالاین بالا و سیلیکای غیر کریستالی فعال که در بسیاری از سنگ‌دانه‌ها موجود است، در بتون رخ می‌دهد.